# Liste der Monuments historiques in Bagnot
Die Liste der Monuments historiques in Bagnot führt die Monuments historiques in der französischen Gemeinde Bagnot auf.

## Liste der Immobilien
| Bezeichnung                      | Beschreibung                                                  | Standort                         | Kennzeichnung | Schutzstatus   | Datum          | Bild           |
| -------------------------------- | ------------------------------------------------------------- | -------------------------------- | ------------- | -------------- | -------------- | -------------- |
| Kirche Notre-Dame-de-la-Nativité | aus dem 12. und 13. Jahrhundert; Wandgemälde, bezeichnet 1484 | Rue de Nuit Saint-Georges (Lage) | PA00112092    | Classé Inscrit | 1902 1908 2001 | weitere Bilder |

## Liste der Objekte
| Bezeichnung | Beschreibung    | Standort                                       | Kennzeichnung | Schutzstatus | Datum | Bild |
| ----------- | --------------- | ---------------------------------------------- | ------------- | ------------ | ----- | ---- |
| Wandgemälde | bezeichnet 1484 | in der Kirche Notre-Dame-de-la-Nativité (Lage) | PM21000160    | Classé       | 1902  |      |